# Carl Landé
Carl Herman Landé (* 23. Januar 1924 in Tübingen, Deutschland; † 22. Mai 2005 in Lawrence, Kansas, USA) war ein deutschstämmiger US-amerikanischer Politikwissenschaftler.

## Leben
Carl Landé wurde als Sohn von Alfred Landé und Elizabeth Grunewald-Landé geboren. Im Alter von fünf Jahren übersiedelte er mit seinen Eltern von Deutschland in die USA, wohin der Vater als hochqualifizierter Quantenphysiker einen Ruf erhalten hatte. Durch diesen Umstand nahm die junge Familie jüdischer Herkunft einen Schritt vor, der vier bis zehn Jahre später durch den Nationalsozialismus im Dritten Reich ohnehin notwendig geworden wäre, dann allerdings zu weitaus riskanteren Bedingungen. Er hat einen Bruder namens Arnold.
Carl Landé studierte u. a. an derselben Universität, an der sein Vater als ordentlicher Professor („full professor“) lehrte und forschte und schloss sein Studium der Politischen Wissenschaften (Political Sciences) mit dem akademischen Grad eines Bachelor of Arts der Ohio State University sowie einer Promotion an der Harvard University ab. Für seine Dissertation wurde er mit dem Edward M. Chase Prize für die beste Dissertation zu einem Thema ausgezeichnet, das sich auf die Förderung des Weltfriedens bezieht.
Dr. Carl Landé heiratete die später an der University of Kansas lehrende Kommunikationswissenschaftlerin Dr. Nobleza Castro Asuncion–Landé († 13. Februar 2010), philippinischer Herkunft, die sich beruflich an der Yale University kennengelernt hatten. Das Paar bekam zwei Söhne, James und Charles.
Von 1960 bis 1962 sowie von 1968 bis 2000 war Landé als ordentlicher Professor für Politische Wissenschaften und Ostasiatische Studien an der University of Kansas. Er lehrte zusätzlich an der Yale University, an der Ateneo de Manila University in der philippinischen Hauptstadt, an der Monash University im australischen Melbourne und am Sheffield City Polytechnic im Vereinigten Königreich. Im Jahr 2000 wurde er emeritiert und zog sich ins Privatleben zurück.

## Schriften
- Post-Marcos politics: a geographical and statistical analysis of the 1992 presidential election. Institute of Southeast Asian Studies. Palgrave Macmillan, 1996, ISBN 0-312-16483-1.
- Southern Tagalog voting, 1946-1963: political behavior in a Philippine region. Southeast Asia Studies, Yale University.
- Southern Tagalog voting: political behavior in a Philippine region. Washington Institute Press.
- Rebuilding a nation: Philippine challenges and American policy. St. Martin’s Press, 1987, ISBN 0-88702-023-2.
- Leaders, factions, and parties; the structure of Philippine politics. Southeast Asia Studies, Yale University, 1965.
- Rebuilding a nation. University of Kansas. Paragon House 1987, ISBN 0-88702-023-2.
- Recent Philippine elections a quantitative analysis: interim report. Saint Martin’s press.